# Aporoptychinae
Aporoptychinae Simon, 1889 è una sottofamiglia di ragni appartenente alla famiglia Cyrtaucheniidae.

## Distribuzione
I sei generi oggi noti di questa sottofamiglia sono diffusi nell'Africa subsahariana e nell'America centrale e meridionale.

## Tassonomia
Attualmente, a giugno 2012, gli aracnologi sono concordi nel suddividerla in sei generi:
- Acontius Karsch, 1879 — Africa subsahariana, Argentina (10 specie)
- Ancylotrypa Simon, 1889 — Africa subsahariana (prevalentemente Repubblica Sudafricana) (44 specie)
- Bolostromoides Schiapelli & Gerschman, 1945 — Venezuela (1 specie)
- Bolostromus Ausserer, 1875 — America centrale e meridionale, Uganda (9 specie)
- Fufius Simon, 1888 — America centrale e meridionale (9 specie)
- Rhytidicolus Simon, 1889 — Venezuela (1 specie)